# Rawghlie Clement Stanford
Rawghlie Clement Stanford, född 2 augusti 1879 i Buffalo Gap i Texas, död 15 december 1963 i Phoenix i Arizona, var en amerikansk demokratisk politiker och jurist. Han var den 5:e guvernören i delstaten Arizona 1937–1939.
Stanford tillträdde 1943 som domare i Arizonas högsta domstol och avancerade senare till domstolens chefsdomare.
Stanford avled 1963 och gravsattes på Greenwood Memory Lawn Cemetery i Phoenix.